# Anto Drobnjak
Anto Drobnjak, född 21 september 1968, är en montenegrinsk tidigare fotbollsspelare.
Anto Drobnjak spelade 6 landskamper för FR Jugoslavien.